# Liste der Regierungschefs von Griechenland
Dieser Artikel listet alle Regierungschefs von Griechenland auf.

## Gouverneure der Ersten Griechischen Republik (1827–1832)
| Name                    | Lebensdaten | Amtsantritt     | Amtsaustritt    | Bemerkung |
| ----------------------- | ----------- | --------------- | --------------- | --- |
| Ioannis Kapodistrias    | 1776–1831   | 24. Januar 1828 | 9. Oktober 1831 | Regierungschefs und zugleich Staatsoberhäupter (Präsidentielles Regierungssystem) Über eine 1829 direkt vom Volk gewählte Nationalversammlung legitimiert |
| Augustinos Kapodistrias | 1778–1857   | 9. Oktober 1831 | 9. April 1832   | Regierungschefs und zugleich Staatsoberhäupter (Präsidentielles Regierungssystem) Über eine 1829 direkt vom Volk gewählte Nationalversammlung legitimiert |
| dreiköpfiger Ausschuss  |             | 9. April 1832   | 6. Februar 1833 | |

## Premierminister des Ersten Königreichs Griechenland (1832–1924)
| Name                             | Lebensdaten | Amtsantritt        | Amtsaustritt       | Bemerkung |
| -------------------------------- | ----------- | ------------------ | ------------------ | --- |
| Spyridon Trikoupis               | 1788–1873   | 6. Februar 1833    | 24. Oktober 1833   | Absolute Monarchie (kein gewähltes Parlament)                                                                                            |
| Alexandros Mavrokordatos         | 1791–1865   | 24. Oktober 1833   | 12. Juni 1834      | Absolute Monarchie (kein gewähltes Parlament)                                                                                            |
| Ioannis Kolettis                 | 1774–1847   | 12. Juni 1834      | 1. Juni 1835       | Absolute Monarchie (kein gewähltes Parlament)                                                                                            |
| Josef Ludwig Graf von Armansperg | 1787–1853   | 1. Juni 1835       | 14. Februar 1837   | Absolute Monarchie (kein gewähltes Parlament)                                                                                            |
| Ignaz von Rudhart                | 1790–1838   | 14. Februar 1837   | 20. Dezember 1837  | Absolute Monarchie (kein gewähltes Parlament)                                                                                            |
| König Otto von Griechenland      | 1815–1867   | 20. Dezember 1837  | 6. Juli 1841       | Absolute Monarchie (kein gewähltes Parlament)                                                                                            |
| Alexandros Mavrokordatos         | 1791–1865   | 6. Juli 1841       | 22. August 1841    | Absolute Monarchie (kein gewähltes Parlament)                                                                                            |
| König Otto von Griechenland      | 1815–1867   | 22. August 1841    | 15. September 1843 | Absolute Monarchie (kein gewähltes Parlament)                                                                                            |
| Andreas Metaxas                  | 1790–1860   | 15. September 1843 | 11. März 1844      | (erster konstitutioneller Premierminister, erste Parlamentswahl erfolgte 1844)                                                           |
| Konstantinos Kanaris             | 1790–1877   | 11. März 1844      | 11. April 1844     | |
| Alexandros Mavrokordatos         | 1791–1865   | 11. April 1844     | 18. August 1844    | |
| Ioannis Kolettis                 | 1774–1847   | 18. August 1844    | 17. September 1847 | |
| Kitsos Tzavelas                  | 1801–1855   | 17. September 1847 | 19. März 1848      | |
| Georgios Koundouriotis           | 1782–1858   | 19. März 1848      | 17. Oktober 1848   | |
| Konstantinos Kanaris             | 1790–1877   | 17. Oktober 1848   | 24. Dezember 1849  | |
| Antonios Kriezis                 | 1796–1865   | 24. Dezember 1849  | 28. Mai 1854       | |
| Konstantinos Kanaris             | 1790–1877   | 28. Mai 1854       | 29. Juli 1854      | |
| Alexandros Mavrokordatos         | 1791–1865   | 29. Juli 1854      | 11. Oktober 1855   | |
| Dimitrios Voulgaris              | 1802–1878   | 11. Oktober 1855   | 25. November 1857  | |
| Athanasios Miaoulis              | 1815–1867   | 25. November 1857  | 7. Juni 1862       | |
| Gennaios Kolokotronis            | 1803–1868   | 7. Juni 1862       | 23. Oktober 1862   | |
| Dimitrios Voulgaris              | 1802–1878   | 23. Oktober 1862   | 21. Februar 1863   | |
| Aristidis Moraitinis             | 1806–1875   | 21. Februar 1863   | 24. Februar 1863   | |
| Zinovios Valvis                  | 1800–1886   | 24. Februar 1863   | 9. April 1863      | |
| Diomidis Kyriakos                | 1811–1869   | 9. April 1863      | 10. Mai 1863       | |
| Benizelos Rouphos                | 1795–1868   | 10. Mai 1863       | 30. Oktober 1863   | |
| Dimitrios Voulgaris              | 1802–1878   | 6. November 1863   | 17. März 1864      | |
| Konstantinos Kanaris             | 1790–1877   | 17. März 1864      | 28. April 1864     | |
| Zinovios Valvis                  | 1800–1886   | 28. April 1864     | 7. August 1864     | |
| Konstantinos Kanaris             | 1790–1877   | 7. August 1864     | 9. Februar 1865    | |
| Benizelos Rouphos                | 1795–1868   | 9. Februar 1865    | 14. März 1865      | |
| Alexandros Koumoundouros         | 1817–1883   | 14. März 1865      | 1. November 1865   | |
| Epaminondas Deligiorgis          | 1829–1879   | 1. November 1865   | 15. November 1865  | |
| Dimitrios Voulgaris              | 1802–1878   | 15. November 1865  | 18. November 1865  | |
| Alexandros Koumoundouros         | 1817–1883   | 18. November 1865  | 25. November 1865  | |
| Epaminondas Deligiorgis          | 1829–1879   | 25. November 1865  | 11. Dezember 1865  | |
| Benizelos Rouphos                | 1795–1868   | 11. Dezember 1865  | 21. Juni 1866      | |
| Dimitrios Voulgaris              | 1802–1878   | 21. Juni 1866      | 30. Dezember 1866  | |
| Alexandros Koumoundouros         | 1817–1883   | 30. Dezember 1866  | 1. Januar 1868     | |
| Aristidis Moraitinis             | 1806–1875   | 1. Januar 1868     | 6. Februar 1868    | |
| Dimitrios Voulgaris              | 1802–1878   | 6. Februar 1868    | 6. Februar 1869    | |
| Thrasivoulos Zaimis              | 1829–1880   | 6. Februar 1869    | 22. Juli 1870      | |
| Epaminondas Deligiorgis          | 1829–1879   | 22. Juli 1870      | 15. Dezember 1870  | |
| Alexandros Koumoundouros         | 1817–1883   | 15. Dezember 1870  | 9. November 1871   | |
| Thrasivoulos Zaimis              | 1829–1880   | 9. November 1871   | 6. Januar 1872     | |
| Dimitrios Voulgaris              | 1802–1878   | 6. Januar 1872     | 20. Juli 1872      | |
| Epaminondas Deligiorgis          | 1829–1879   | 20. Juli 1872      | 21. Februar 1874   | |
| Dimitrios Voulgaris              | 1802–1878   | 21. Februar 1874   | 8. Mai 1875        | |
| Charilaos Trikoupis              | 1832–1896   | 8. Mai 1875        | 27. Oktober 1875   | |
| Alexandros Koumoundouros         | 1817–1883   | 27. Oktober 1875   | 8. Dezember 1876   | |
| Epaminondas Deligiorgis          | 1829–1879   | 8. Dezember 1876   | 13. Dezember 1876  | |
| Alexandros Koumoundouros         | 1817–1883   | 13. Dezember 1876  | 10. März 1877      | |
| Epaminondas Deligiorgis          | 1829–1879   | 10. März 1877      | 1. Juni 1877       | |
| Alexandros Koumoundouros         | 1817–1883   | 1. Juni 1877       | 7. Juni 1877       | |
| Konstantinos Kanaris             | 1790–1877   | 7. Juni 1877       | 14. September 1877 | |
| Alexandros Koumoundouros         | 1817–1883   | 14. September 1877 | 2. November 1878   | |
| Charilaos Trikoupis              | 1832–1896   | 2. November 1878   | 7. November 1878   | |
| Alexandros Koumoundouros         | 1817–1883   | 7. November 1878   | 22. März 1880      | |
| Charilaos Trikoupis              | 1832–1896   | 22. März 1880      | 25. Oktober 1880   | |
| Alexandros Koumoundouros         | 1817–1883   | 25. Oktober 1880   | 15. März 1882      | |
| Charilaos Trikoupis              | 1832–1896   | 15. März 1882      | 1. Mai 1885        | |
| Theodoros Deligiannis            | 1820–1905   | 1. Mai 1885        | 9. Mai 1886        | |
| Dimitrios Valvis                 | 1814–1886   | 9. Mai 1886        | 21. Mai 1886       | |
| Charilaos Trikoupis              | 1832–1896   | 21. Mai 1886       | 5. November 1890   | |
| Theodoros Deligiannis            | 1820–1905   | 5. November 1890   | 1. März 1892       | |
| Konstantinos Konstantopoulos     | 1832–1910   | 1. März 1892       | 22. Juni 1892      | |
| Charilaos Trikoupis              | 1832–1896   | 22. Juni 1892      | 15. Mai 1893       | |
| Sotirios Sotiropoulos            | 1831–1898   | 15. Mai 1893       | 11. November 1893  | |
| Charilaos Trikoupis              | 1832–1896   | 11. November 1893  | 24. Januar 1895    | |
| Nikolaus Deligiannis             | 1845–1910   | 24. Januar 1895    | 11. Juni 1895      | |
| Theodoros Deligiannis            | 1820–1905   | 11. Juni 1895      | 30. April 1897     | |
| Dimitrios Rallis                 | 1844–1921   | 30. April 1897     | 3. Oktober 1897    | |
| Alexandros Zaimis                | 1855–1936   | 3. Oktober 1897    | 14. April 1899     | |
| Georgios Theotokis               | 1844–1916   | 14. April 1899     | 25. November 1901  | |
| Alexandros Zaimis                | 1855–1936   | 25. November 1901  | 6. Dezember 1902   | |
| Theodoros Deligiannis            | 1820–1905   | 6. Dezember 1902   | 27. Juni 1903      | |
| Georgios Theotokis               | 1844–1916   | 27. Juni 1903      | 11. Juli 1903      | |
| Dimitrios Rallis                 | 1844–1921   | 11. Juli 1903      | 19. Dezember 1903  | |
| Georgios Theotokis               | 1844–1916   | 19. Dezember 1903  | 29. Dezember 1904  | |
| Theodoros Deligiannis            | 1820–1905   | 29. Dezember 1904  | 13. Juni 1905      | |
| Dimitrios Rallis                 | 1844–1921   | 22. Juni 1905      | 21. Dezember 1905  | |
| Georgios Theotokis               | 1844–1916   | 21. Dezember 1905  | 29. Juli 1909      | |
| Dimitrios Rallis                 | 1844–1921   | 29. Juli 1909      | 28. August 1909    | |
| Kiriakoulis Mavromichalis        | 1849–1916   | 28. August 1909    | 31. Januar 1910    | |
| Stephanos Dragoumis              | 1842–1923   | 31. Januar 1910    | 18. Oktober 1910   | |
| Eleftherios Venizelos            | 1864–1936   | 18. Oktober 1910   | 10. März 1915      | |
| Dimitrios Gounaris               | 1867–1922   | 10. März 1915      | 23. August 1915    | |
| Eleftherios Venizelos            | 1864–1936   | 23. August 1915    | 7. Oktober 1915    | |
| Alexandros Zaimis                | 1855–1936   | 7. Oktober 1915    | 7. November 1915   | |
| Stephanos Skouloudis             | 1836–1928   | 7. November 1915   | 22. Juni 1916      | |
| Alexandros Zaimis                | 1855–1936   | 22. Juni 1916      | 16. September 1916 | |
| Nikolaos Kalogeropoulos          | 1853–1927   | 16. September 1916 | 10. Oktober 1916   | |
| Eleftherios Venizelos            | 1864–1936   | 19. September 1916 | 27. Juni 1917      | (Gegenregierung, die Nordgriechenland und Kreta kontrolliert. Von den Alliierten des Ersten Weltkrieges am 19. Dezember 1916 anerkannt). |
| Spyridon Lambros                 | 1851–1919   | 10. Oktober 1916   | 5. Februar 1917    | (kontrolliert Südgriechenland) |
| Alexandros Zaimis                | 1855–1936   | 5. Februar 1917    | 27. Juni 1917      | (kontrollierte Südgriechenland) |
| Eleftherios Venizelos            | 1864–1936   | 27. Juni 1917      | 18. November 1920  | (kontrolliert das gesamte Land) |
| Dimitrios Rallis                 | 1844–1921   | 18. November 1920  | 6. Februar 1921    | |
| Nikolaos Kalogeropoulos          | 1853–1927   | 6. Februar 1921    | 8. April 1921      | |
| Dimitrios Gounaris               | 1867–1922   | 8. April 1921      | 16. Mai 1922       | |
| Nikolaos Stratos                 | 1872–1922   | 16. Mai 1922       | 22. Mai 1922       | |
| Petros Protopapadakis            | 1860–1922   | 22. Mai 1922       | 10. September 1922 | |
| Nikolaos Triantafyllakos         | 1855–1939   | 10. September 1922 | 29. September 1922 | |
| Anastasios Charalambis           | 1862–1949   | 29. September 1922 | 30. September 1922 | |
| Sotirios Krokidas                | 1852–1924   | 30. September 1922 | 27. November 1922  | |
| Stylianos Gonatas                | 1876–1966   | 27. November 1922  | 24. Januar 1924    | |
| Eleftherios Venizelos            | 1864–1936   | 24. Januar 1924    | 19. Februar 1924   | |
| Georgios Kaphantaris             | 1873–1946   | 19. Februar 1924   | 12. März 1924      | |

## Präsidenten des Ministerrates der Zweiten Griechischen Republik (1924–1935)
| Name                              | Partei | Amtsantritt      | Amtsaustritt     |
| --------------------------------- | ------ | ---------------- | ---------------- |
| Alexandros Papanastasiou          | –      | 12. März 1924    | 24. Juli 1924    |
| Themistoklis Sofoulis             | KF     | 24. Juli 1924    | 7. Oktober 1924  |
| Andreas Michalakopoulos           | KF     | 7. Oktober 1924  | 26. Juni 1925    |
| Theodoros Pangalos                | –      | 26. Juni 1925    | 19. Juli 1926    |
| Athanasios Eftaxias               | –      | 19. Juli 1926    | 23. August 1926  |
| Georgios Kondylis                 | –      | 23. August 1926  | 4. Dezember 1926 |
| Alexandros Zaimis                 | –      | 4. Dezember 1926 | 4. Juli 1928     |
| Eleftherios Venizelos             | KF     | 4. Juli 1928     | 26. Mai 1932     |
| Alexandros Papanastasiou (2. Mal) | AEK    | 26. Mai 1932     | 5. Juni 1932     |
| Eleftherios Venizelos (2. Mal)    | KF     | 5. Juni 1932     | 3. November 1932 |
| Panagis Tsaldaris                 | LK     | 3. November 1932 | 16. Januar 1933  |
| Eleftherios Venizelos (3. Mal)    | KF     | 16. Januar 1933  | 6. März 1933     |
| Alexandros Othoneos               | –      | 6. März 1933     | 10. März 1933    |
| Panagis Tsaldaris                 | LK     | 10. März 1933    | 10. Oktober 1935 |

## Präsidenten des Ministerrates des Zweiten Königreichs Griechenland (1935–1941)
| Name                   | Partei | Amtsantritt      | Amtsaustritt      |
| ---------------------- | ------ | ---------------- | ----------------- |
| Georgios Kondylis      | –      | 10. Oktober 1935 | 30. November 1935 |
| Konstantinos Demertzis | –      | 30. Oktober 1935 | 12. April 1936    |
| Ioannis Metaxas        | KTE    | 12. April 1936   | 29. Januar 1941   |
| Alexandros Koryzis     | –      | 29. Januar 1941  | 18. April 1941    |
| Emmanouil Tsouderos    | -      | 18. April 1941   | 23. Mai 1941      |

## Präsidenten des Ministerrates des Zweiten Königreichs Griechenland im Exil (1941–1944)
| Name                | Partei | Amtsantritt    | Amtsaustritt     |
| ------------------- | ------ | -------------- | ---------------- |
| Emmanouil Tsouderos | -      | 23. Mai 1941   | 14. April 1944   |
| Sophoklis Venizelos | KF     | 14. April 1944 | 26. April 1944   |
| Georgios Papandreou | DSKE   | 26. April 1944 | 18. Oktober 1944 |

## nicht anerkannt: Präsidenten des Ministerrates des Griechischen Staates (1941–1944)
Marionetten-Regierung der Achsenmächte
| Name                         | Partei | Amtsantritt      | Amtsaustritt     |
| ---------------------------- | ------ | ---------------- | ---------------- |
| Georgios Tsolakoglou         | -      | 29. April 1941   | 2. Dezember 1942 |
| Konstantinos Logothetopoulos | -      | 2. Dezember 1942 | 7. April 1943    |
| Ioannis Rallis               | -      | 7. April 1943    | 12. Oktober 1944 |

## nicht anerkannt: Vorsitzende des Politischen Komitees der Nationalen Befreiung (1944)
Regierung der EAM-Gebiete
| Name                | Partei | Amtsantritt    | Amtsaustritt      |
| ------------------- | ------ | -------------- | ----------------- |
| Evripidis Bakirtzis | KKE    | 10. März 1944  | 18. April 1944    |
| Alexandros Svolos   | SKE    | 18. April 1944 | 2. September 1944 |

## nicht anerkannt: Vorsitzende der Provisorischen Demokratischen Regierung (1947–1949)
kommunistische Gegenregierung während des Griechischen Bürgerkriegs
| Name                  | Partei | Amtsantritt       | Amtsaustritt    |
| --------------------- | ------ | ----------------- | --------------- |
| Markos Vafiadis       | KKE    | 24. Dezember 1947 | 7. Februar 1949 |
| Nikolaos Zachariadis  | KKE    | 7. Februar 1949   | 3. April 1949   |
| Dimitrios Partsalidis | KKE    | 3. April 1949     | 28. August 1949 |

## Präsidenten des Ministerrates des Zweiten Königreichs Griechenland (1944–1967)
| Name                              | Partei | Amtsantritt        | Amtsaustritt       |
| --------------------------------- | ------ | ------------------ | ------------------ |
| Georgios Papandreou               | DSKE   | 18. Oktober 1944   | 3. Januar 1945     |
| Nikolaos Plastiras                | -      | 3. Januar 1945     | 9. April 1945      |
| Petros Voulgaris                  | -      | 9. April 1945      | 17. Oktober 1945   |
| Damaskinos Papandreou             | -      | 17. Oktober 1945   | 1. November 1945   |
| Panagiotis Kanellopoulos          | EEK    | 1. November 1945   | 22. November 1945  |
| Themistoklis Sofoulis (2. Mal)    | KF     | 22. November 1945  | 4. April 1946      |
| Panagiotis Poulitsas              | -      | 4. April 1946      | 18. April 1946     |
| Konstantinos Tsaldaris            | LK     | 18. April 1946     | 25. Januar 1947    |
| Dimitrios Maximos                 | -      | 25. Januar 1947    | 29. August 1947    |
| Konstantinos Tsaldaris (2. Mal)   | LK     | 29. August 1947    | 7. November 1947   |
| Themistoklis Sofoulis (3. Mal)    | KF     | 7. September 1947  | 18. November 1948  |
| Themistoklis Sofoulis (4. Mal)    | KF     | 18. November 1948  | 20. Januar 1949    |
| Themistoklis Sofoulis (5. Mal)    | KF     | 20. Januar 1949    | 14. April 1949     |
| Themistoklis Sofoulis (6. Mal)    | KF     | 14. April 1949     | 30. Juni 1949      |
| Alexandros Diomidis               | KF     | 30. Juni 1949      | 6. Januar 1950     |
| Ioannis Theotokis                 | LK     | 6. Januar 1950     | 23. März 1950      |
| Sophoklis Venizelos               | KF     | 23. März 1950      | 15. April 1950     |
| Nikolaos Plastiras (2. Mal)       | EPEK   | 15. April 1950     | 21. August 1950    |
| Sophoklis Venizelos (2. Mal)      | KF     | 21. August 1950    | 1. November 1951   |
| Nikolaos Plastiras (3. Mal)       | EPEK   | 1. November 1951   | 11. Oktober 1952   |
| Dimitrios Kiousopoulos            | -      | 11. Oktober 1952   | 19. November 1952  |
| Alexandros Papagos                | ES     | 19. November 1952  | 4. Oktober 1955    |
| Konstantinos Karamanlis           | ERE    | 6. Oktober 1955    | 5. März 1958       |
| Konstantinos Georgakopoulos       | -      | 5. März 1958       | 17. Mai 1958       |
| Konstantinos Karamanlis (2. Mal)  | ERE    | 17. Mai 1958       | 20. September 1961 |
| Konstantinos Dovas                | -      | 20. September 1961 | 4. November 1961   |
| Konstantinos Karamanlis (3. Mal)  | ERE    | 4. November 1961   | 17. Juni 1963      |
| Panagiotis Pipinelis              | ERE    | 17. Juni 1963      | 29. September 1963 |
| Stylianos Mavromichalis           | -      | 29. September 1963 | 8. November 1963   |
| Georgios Papandreou (2. Mal)      | EK     | 8. November 1963   | 30. Dezember 1963  |
| Ioannis Paraskevopoulos           | EK     | 30. Dezember 1963  | 18. Februar 1964   |
| Georgios Papandreou (3. Mal)      | EK     | 18. Februar 1964   | 15. Juli 1965      |
| Giorgos Athanasiadis-Novas        | EK     | 15. Juli 1965      | 20. August 1965    |
| Ilias Tsirimokos                  | -      | 20. August 1965    | 17. September 1965 |
| Stephanos Stephanopoulos          | LDK    | 17. September 1965 | 22. Dezember 1966  |
| Ioannis Paraskevopoulos (2. Mal)  | -      | 22. Dezember 1966  | 3. April 1967      |
| Panagiotis Kanellopoulos (2. Mal) | ERE    | 3. April 1967      | 21. April 1967     |

## Premierminister derMilitärdiktatur(1967–1974)
| Name                       | Partei | Amtsantritt       | Amtsaustritt      | Bemerkungen |
| -------------------------- | ------ | ----------------- | ----------------- | --- |
| Konstantinos Kollias       | -      | 21. April 1967    | 13. Dezember 1967 | bis 31. Mai 1973 offiziell Premierminister des Königreichs Griechenland, danach Premierminister der Republik Griechenland; der Übergang zur Republik wurde durch das Griechische Referendum von 1974 nachträglich bestätigt |
| Georgios Papadopoulos      | -      | 13. Dezember 1967 | 8. Oktober 1973   | bis 31. Mai 1973 offiziell Premierminister des Königreichs Griechenland, danach Premierminister der Republik Griechenland; der Übergang zur Republik wurde durch das Griechische Referendum von 1974 nachträglich bestätigt |
| Spyros Markezinis          | -      | 8. Oktober 1973   | 25. November 1973 | bis 31. Mai 1973 offiziell Premierminister des Königreichs Griechenland, danach Premierminister der Republik Griechenland; der Übergang zur Republik wurde durch das Griechische Referendum von 1974 nachträglich bestätigt |
| Adamantios Androutsopoulos | -      | 25. November 1973 | 23. Juli 1974     | bis 31. Mai 1973 offiziell Premierminister des Königreichs Griechenland, danach Premierminister der Republik Griechenland; der Übergang zur Republik wurde durch das Griechische Referendum von 1974 nachträglich bestätigt |

## Premierminister der Dritten Griechischen Republik (seit 1974)
| #    | # | Bild                         | Name                         | Beginn der Amtszeit | Ende der Amtszeit  | Partei    | Kabinett/e                                |
| ---- | - | ---------------------------- | ---------------------------- | ------------------- | ------------------ | --------- | ----------------------------------------- |
| 1    |   | Konstantinos Karamanlis      | Konstantinos Karamanlis      | 23. Juli 1974       | 9. Mai 1980        | ND        | Karamanlis V Karamanlis VI Karamanlis VII |
| 2    |   | Georgios Rallis              | Georgios Rallis              | 9. Mai 1980         | 21. Oktober 1981   | ND        | Rallis                                    |
| 3    |   | Andreas Papandreou           | Andreas Papandreou           | 21. Oktober 1981    | 2. Juli 1989       | PASOK     | Papandreou I Papandreou II                |
| 4    |   |                              | Tzannis Tzannetakis          | 2. Juli 1989        | 11. Oktober 1989   | ND        | Tzannetakis                               |
| −    |   |                              | Ioannis Grivas               | 11. Oktober 1989    | 23. November 1989  | parteilos | Grivas (Übergangsregierung)               |
| 5    |   |                              | Xenophon Zolotas             | 23. November 1989   | 11. April 1990     | parteilos | Zolotas                                   |
| 6    |   | Konstantinos Mitsotakis      | Konstantinos Mitsotakis      | 11. April 1990      | 13. Oktober 1993   | ND        | Mitsotakis                                |
| (3)  |   | Andreas Papandreou           | Andreas Papandreou           | 13. Oktober 1993    | 22. Januar 1996    | PASOK     | Papandreou III                            |
| 7    |   | Konstantinos Simitis         | Konstantinos Simitis         | 22. Januar 1996     | 10. März 2004      | PASOK     | Simitis I Simitis II Simitis III          |
| 8    |   | Kostas Karamanlis            | Kostas Karamanlis            | 10. März 2004       | 6. Oktober 2009    | ND        | Karamanlis I Karamanlis II                |
| 9    |   | Giorgos Papandreou           | Giorgos Papandreou           | 6. Oktober 2009     | 11. November 2011  | PASOK     | Papandreou                                |
| 10   |   | Loukas Papadimos             | Loukas Papadimos             | 11. November 2011   | 16. Mai 2012       | parteilos | Papadimos                                 |
| −    |   | Panagiotis Pikrammenos       | Panagiotis Pikrammenos       | 16. Mai 2012        | 20. Juni 2012      | parteilos | Pikrammenos (Übergangsregierung)          |
| 11   |   | Andonis Samaras              | Andonis Samaras              | 20. Juni 2012       | 26. Januar 2015    | ND        | Samaras                                   |
| 12   |   | Alexis Tsipras               | Alexis Tsipras               | 26. Januar 2015     | 27. August 2015    | SYRIZA    | Tsipras I                                 |
| −    |   | Vasiliki Thanou-Christofilou | Vasiliki Thanou-Christofilou | 27. August 2015     | 21. September 2015 | parteilos | Thanou-Christofilou (Übergangsregierung)  |
| (12) |   | Alexis Tsipras               | Alexis Tsipras               | 21. September 2015  | 8. Juli 2019       | SYRIZA    | Tsipras II                                |
| 13   |   | Kyriakos Mitsotakis          | Kyriakos Mitsotakis          | 8. Juli 2019        | 25. Mai 2023       | ND        | Mitsotakis I                              |
| −    |   |                              | Ioannis Sarmas               | 25. Mai 2023        | 26. Juni 2023      | parteilos | Sarmas (Übergangsregierung)               |
| (13) |   | Kyriakos Mitsotakis          | Kyriakos Mitsotakis          | 26. Juni 2023       | amtierend          | ND        | Mitsotakis II                             |